# Aegomorphus rileyi
Aegomorphus rileyi es una especie de escarabajo longicornio del género Aegomorphus, tribu Acanthoderini, subfamilia Lamiinae. Fue descrita científicamente por Tavakilian & Néouze en 2013.

## Descripción
Mide 14-19 milímetros de longitud.

## Distribución
Se distribuye por Guayana Francesa.